# Antennolaelaps aremenae
Antennolaelaps aremenae är en spindeldjursart som beskrevs av Lee 1973. Antennolaelaps aremenae ingår i släktet Antennolaelaps och familjen Ologamasidae. Inga underarter finns listade i Catalogue of Life.